# 细子麻黄
细子麻黄（学名：Ephedra regeliana）为麻黄科麻黄属下的一个种。